# Joanna Maciulewicz
Joanna Ewa Maciulewicz – polska literaturoznawczyni, doktor habilitowany nauk humanistycznych.

## Życiorys
W 1998 r. ukończyła studia filologii angielskiej na Uniwersytecie im. Adama Mickiewicza w Poznaniu, w 2002 r. obroniła pracę doktorską pt. Ślady osiemnastowiecznej debaty o historii i fikcji w wybranych powieściach historycznych Sir Waltera Scotta, której promotorem była prof. Liliana Sikorska, w 2019 r. habilitowała się na podstawie pracy zatytułowanej Representations o f Book Culture in Eighteenth-Century English Imaginative Writing. 
Została pracownikiem naukowym na Uniwersytecie im. Adama Mickiewicza w Poznaniu i w Wyższej Szkole Języków Obcych w Szczecinie.
Należy do Rady Dyscypliny Naukowej - Językoznawstwa i Literaturoznawstwa UAM.